# National Film Award/Bester Film in Telugu
Die Gewinner des National Film Award der Kategorie Bester Film in Telugu (Best Feature Film in Telugu) waren:
| Jahr | Film                             | Regisseur            | Produzent                               |
| ---- | -------------------------------- | -------------------- | --------------------------------------- |
| 1995 | Stree                            | K. S. Sethumadhavan  | National Film Development Corporation   |
| 1996 | Ninne Pelladatha                 | Krishnavamsi         | Akkineni Nagarjuna                      |
| 1997 | Sinduram                         | Krishnavamsi         | Krishnavamsi                            |
| 1998 | Tholi Prema                      | A. Karunakaran       |                                         |
| 2000 | Kalisundam Raa                   | Udayshankar          |                                         |
| 2002 | kein Preis                       | -                    | -                                       |
| 2003 | Aithe                            | Chandrasekhar Yeleti | Gunnam Ganga Raju                       |
| 2004 | Swarabhishekam                   | K. Viswanath         | H. Gopalakrishna Murthy                 |
| 2005 | Bommalata – A Bellyful of Dreams | Prakash Kovelamudi   | Gunnam Ganga Raju                       |
| 2006 | Kamli                            | K. N. T. Sastry      | B. C. Hari Charana Prasad P. V. Sukanya |
| 2007 | kein Preis                       | -                    | -                                       |
| 2008 | 1940 Lookagramam                 | Narasimha Nandi      | Lakshminarasimha                        |

Derzeit erhalten Produzent und Regisseur des Gewinnerfilms je einen Rajat Kamal und ein Preisgeld von 100.000 Rupien.